# Bilakura jezik
Bilakura jezik (ISO 639-3: bql), gotovo izumrli transnovogvinejski jezik madanške skupine, kojim još govori oko 30 ljudi (2000 S. Wurm) plemena Bilakura u provinciji Madang u Papui Novoj Gvineji.
Srodni su mu jezici usan [wnu], yaben [ybm], yarawata [yrw], parawen [prw] i ukuriguma [ukg] s kojima čini pihomsku podskupinu numugenan

## Vanjske poveznice
- Ethnologue (14th)
- Ethnologue (15th)